# Khisa (langue)
Le khisa est une langue gour de la Côte d'Ivoire et du Burkina Faso.